# 巴約龍
巴約龍（學名："Bayosaurus"）是獸腳亞目恐龍的一屬，生存於白堊紀晚期（土侖階）的阿根廷內烏肯省。化石是一些脊椎、骨盆、以及其他部分的骨頭。
在2006年，古動物學家羅多爾夫·科里亞（Rodolfo Coria）、菲力·柯爾（Phil Currie）與Paulina Carabajal首次提到這個名稱，是以化石發現處的巴約山（Cerro Bayo）為名。但是，這些化石並沒有經過正式的敘述、命名，因此是個無資格名稱。有數個網路資源的恐龍列表，已包含巴約龍在內（页面存档备份，存于）。根據科里亞等人的非正式估計，巴約龍的身長約4公尺。

## 外部連結
- （法文）Description of the animal
- Dinosaur Genera List
- Dinosaur Genera List（页面存档备份，存于）